# Matthias Spanlang
Matthias Spanlang (né le 20 février 1887 à Kallham, mort le 5 juin 1940 au camp de concentration de Buchenwald) est un prêtre autrichien résistant au nazisme.

## Biographie
Il vient d'une famille d'agriculteurs. Doué pour les études, il obtient son abitur à Linz puis étudie la théologie catholique. Le 31 juillet 1910, il est ordonné prêtre à Linz, puis curé dans différentes paroisses. Le 31 décembre 1925, il arrive à Sankt Martin im Innkreis et est apprécié de ses paroissiens pour son allant.

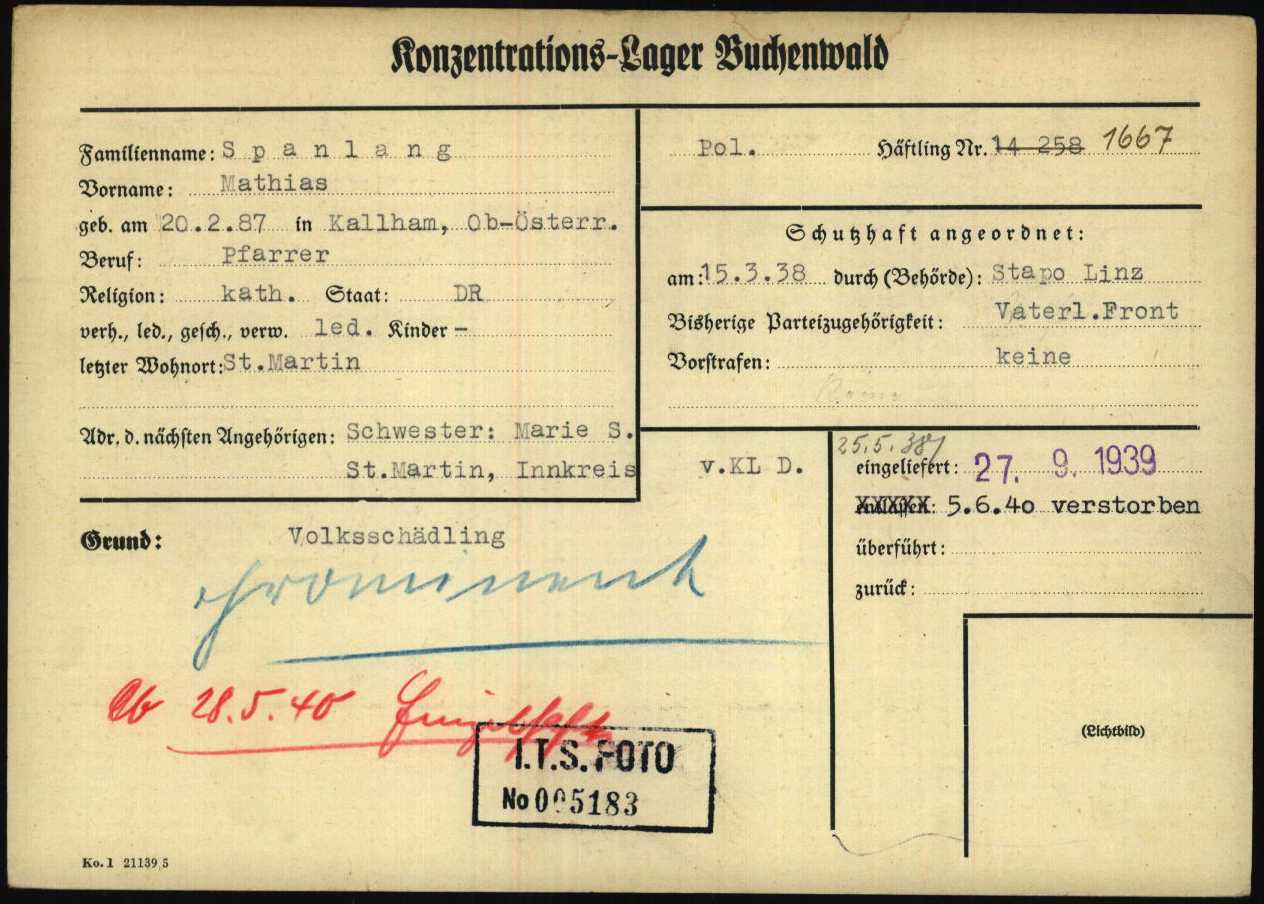
Carte d'enregistrement de Matthias Spanlang en tant que prisonnier au camp de concentration nazi de Buchenwald. Raison de son arrestation: « Volksschädling » (littéralement, « ravageur du Peuple », i.e., actions nuisibles contre le Peuple allemand).

Dès 1931, les premières réunions nazies ont lieu, Spanlang les dénonce dans ses sermons et des articles de journaux. Le 24 mai 1938, il est arrêté et conduit à la prison de Ried im Innkreis puis au camp de Dachau. Le 26 septembre 1939, il est transféré à celui de Buchenwald.
Selon le témoignage de Konrad Just, membre cistercien, Matthias Spanlang et Otto Neururer, lui aussi prêtre autrichien, sont amenés dans le "bunker" du camp, parce qu'ils entretiennent une activité cultuelle dans le camp, convertissant des prisonniers. Selon lui et Alfred Berchtold, un chapelain, Otto Neururer est dénudé et pendu par les pieds jusqu'à sa mort. Quatre jours après leur arrestation, on annonce leurs décès durant l'appel du soir. Cependant les circonstances de la mort de Matthias Spanlang ne sont pas vraiment établies, il est probablement mort de la même manière.
En 1996, le pape Jean-Paul II béatifie Otto Neururer, mais pas Matthias Spanlang, puisque les circonstances de sa mort ne sont pas tout à fait établies. Carl Lampert, dont l'arrestation est liée à la mort de Neururer, est béatifié en 2011.
Pour célébrer les 70 ans de sa mort, les écoliers de la paroisse de Neumarkt im Hausruckkreis conçoivent un mémorial et une exposition. Durant une visite au Mémorial de Buchenwald, ils posent une plaque près du crématorium.

## Source, notes et références
1. ↑  Johannes Maria Lenz (de) : Christus in Dachau, Wien 1974, Seiten 112 und 113

- (de) Cet article est partiellement ou en totalité issu de l’article de Wikipédia en allemand intitulé « Matthias Spanlang » (voir la liste des auteurs).